# Papyrocranus congoensis
Papyrocranus congoensis là một loài cá trong họ Notopteridae được tìm thấy ở bồn trũng sông Congo, châu Phi. Loài này được xếp vào nhóm ít quan tâm của IUCN3.1.